# Nenhuma independência antes do governo majoritário
Nenhuma independência antes do governo majoritário (em inglês: No independence before majority rule, NIBMAR) era uma política empregada pelo Reino Unido requerendo a aprovação da maioria absoluta na colônia, ao lugar da minoria branca dominante nas colônias.
Em particular, esta posição foi defendida em relação ao futuro estatuto da Rodésia como uma nação soberana. O primeiro-ministro britânico Harold Wilson foi pressionado a adotar a abordagem durante uma conferência em Londres. Wilson não estava inicialmente inclinado a fazê-lo, mas Lester Pearson, o primeiro-ministro do Canadá, formulou um projeto de resolução para cometer Wilson NIBMAR. Wilson defendeu a política quando foi atacado tão desastrosa por conservadores da oposição. A realização foi de curta duração, no entanto, como Wilson continuou a ampliar a oferta de Ian Smith que Smith finalmente rejeitado.